# 鳥取県中央自動車学校
鳥取県中央自動車学校（とっとりけんちゅうおうじどうしゃがっこう）は、鳥取県倉吉市にある鳥取県公安委員会指定の指定自動車教習所。日本交通株式会社が運営している。合宿免許（直営の宿舎または提携ホテル）、通学、どちらでも教習を受けることが可能。

## 所在地
- 鳥取県倉吉市福庭町一丁目97番地

## 沿革
- 1961年11月 設立。

## 取得できる免許
合宿は普通・普通二輪 (400cc)・普通二種のみ。
- 中型自動車免許（MT）
- 普通自動車免許（MT・AT）
- 大型特殊自動車免許
- 普通自動二輪車免許（普通 (400cc)・小型 (125cc) およびMT・AT）
- 普通自動車第二種免許
- ペーパードライバー
- 限定解除（AT・中型8t）

## 教習車種
- 中型自動車：三菱ふそう・ファイター
- 普通自動車（MT・AT）：マツダ・アクセラ・マツダ・カペラ
- 大型特殊自動車：コマツ・WA-100
- 普通自動二輪車：（MT：ホンダ・CB400スーパーフォア AT：ホンダ・シルバーウイング400）
- 小型自動二輪車

## アクセス
- 山陰本線倉吉駅から日交バスで5分、倉吉バスセンターで下車。

## 休日
12月31日 - 1月3日、8月14日、11月8日

## 宿泊設備
- 男子寮・睦荘（鳥取県東伯郡湯梨浜町・はわい温泉）
- 女子寮・松の家（鳥取県東伯郡湯梨浜町・東郷温泉）
- 日交女子寮（本校に併設）

その他、ホテルセントパレス倉吉も利用可能。

## その他
- 合宿は募集斡旋業者を使わず、独自募集を行っている。
- 卒業生からの紹介入校生数が、全入校生数の70%以上を占める人気校。
- 合宿では、鳥取砂丘、日本最大の中国庭園「燕趙園」などの観光も行われ、また、毎年秋には大阪にて卒業生同窓会を実施。
- 本校では軽度の身体障害者を対象とした教習も行われている。
- 日本交通直営であることから、日交グループ各社に採用されたタクシー乗務員に対する普通自動車第二種免許の取得はすべて本校による合宿で行われている。なお、京阪神地区のグループ各社の場合は、本校との移動手段は日交グループが運行している高速バス（山陰特急バス）が利用されている。